# Лонсько-Велике
Лонсько-Велике (пол. Łąsko Wielkie, нім. Lenzhagen) — село в Польщі, у гміні Короново Бидґозького повіту Куявсько-Поморського воєводства.
Населення — 400 осіб (2011).
У 1975-1998 роках село належало до Бидгощського воєводства.

## Демографія
Демографічна структура станом на 31 березня 2011 року:
|          | Загалом | Допрацездатний вік | Працездатний вік | Постпрацездатний вік |
| -------- | ------- | ------------------ | ---------------- | -------------------- |
| Чоловіки | 194     | 44                 | 134              | 16                   |
| Жінки    | 206     | 52                 | 110              | 44                   |
| Разом    | 400     | 96                 | 244              | 60                   |